# Gros Islet (Quarter)
Gros Islet ist ein Quarter (Distrikt) im Norden des kleinen Inselstaates St. Lucia. Das Quarter hat 25.210 Einwohner (Volkszählung 2010). Hauptort des Quarters ist die am Meer gelegene Gemeinde Gros Islet. 2014 wurde der Quarter Dauphin mit Gros Islet zusammengelegt.

## Einwohnerentwicklung
Volkszählungsergebnisse:
- 1970: 06.113
- 1980: 10.164
- 1991: 13.505
- 2001: 19.816[3]
- 2010: 25.210

## Orte
- Bois d’Orange
- Bon Air
- Cap Estate
- Choc
- Corinthe
- Gros Islet
- La Feuillet
- Marisule Estate
- Mongiraud
- Monier
- Morne Doudon
- Morne Serpent
- Reduit
- Union
- Vieux Sucreic